# Rislövmätare
Rislövmätare (Idaea seriata) är en fjärilsart som beskrevs av Franz Paula von Schrank 1802. Rislövmätare ingår i släktet Idaea och familjen mätare, Geometridae. Arten är reproducerande i Sverige. Två underarter finns listade i Catalogue of Life, Idaea seriata australis Zeller, 1847 och Idaea seriata canteneraria Boisduval, 1840.

## Bildgalleri

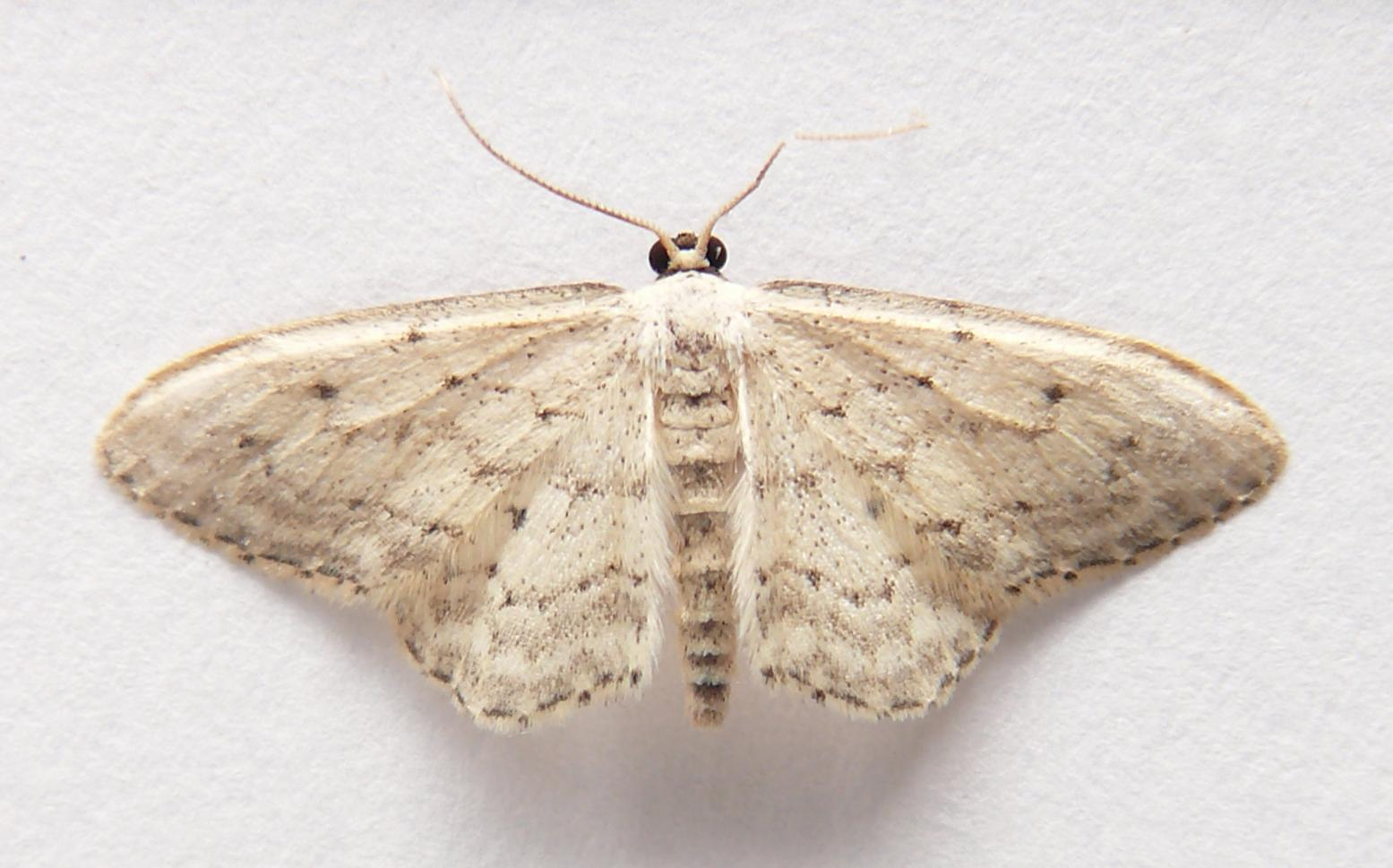
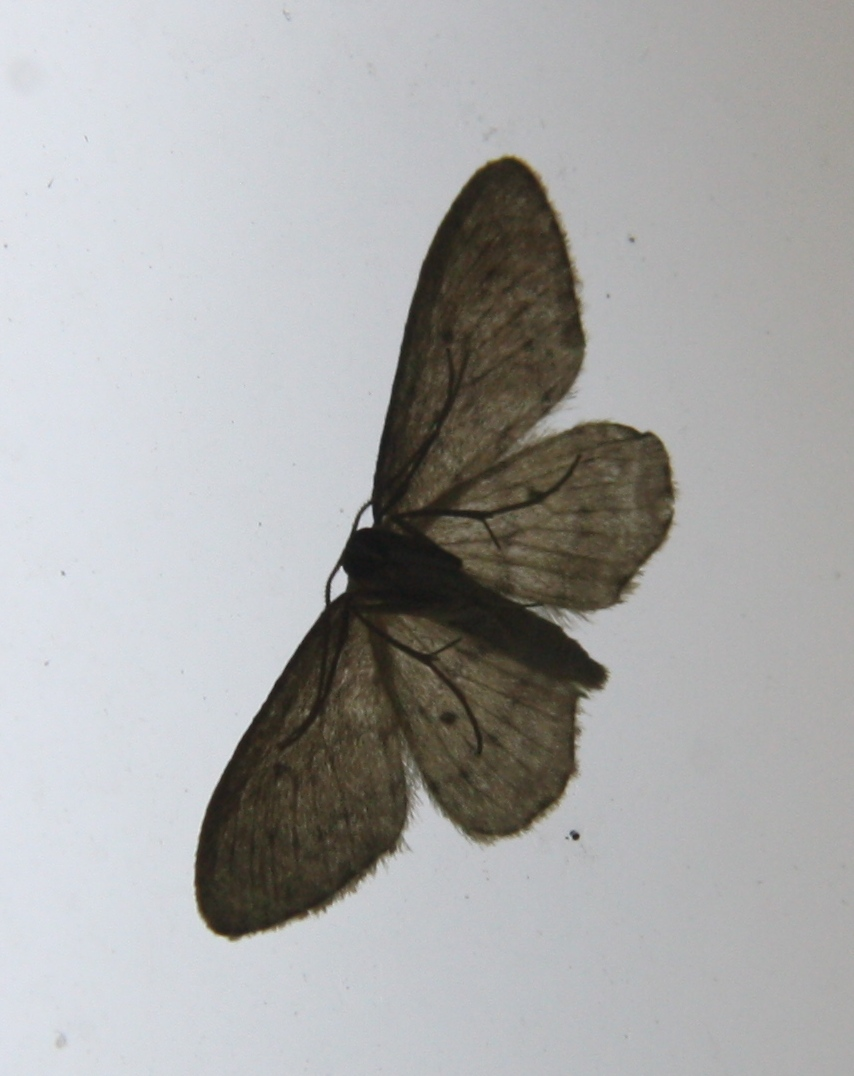
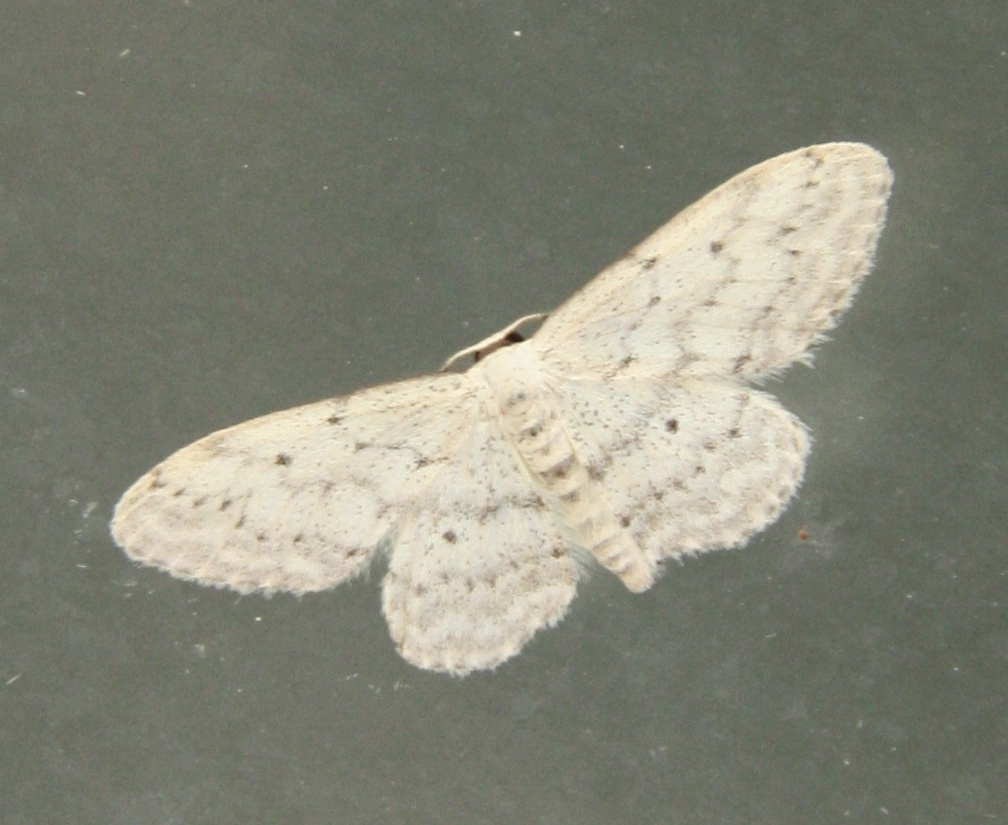
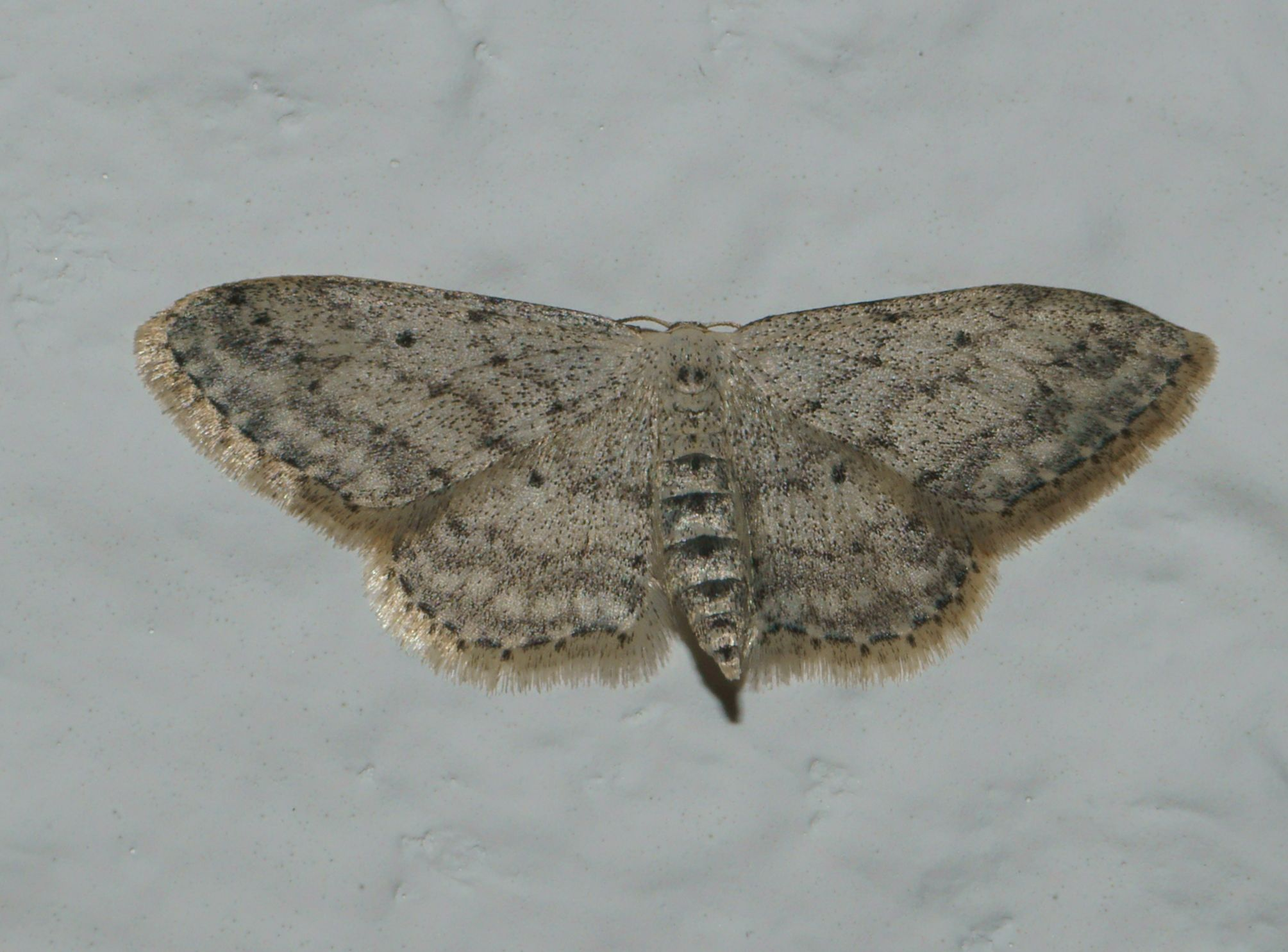
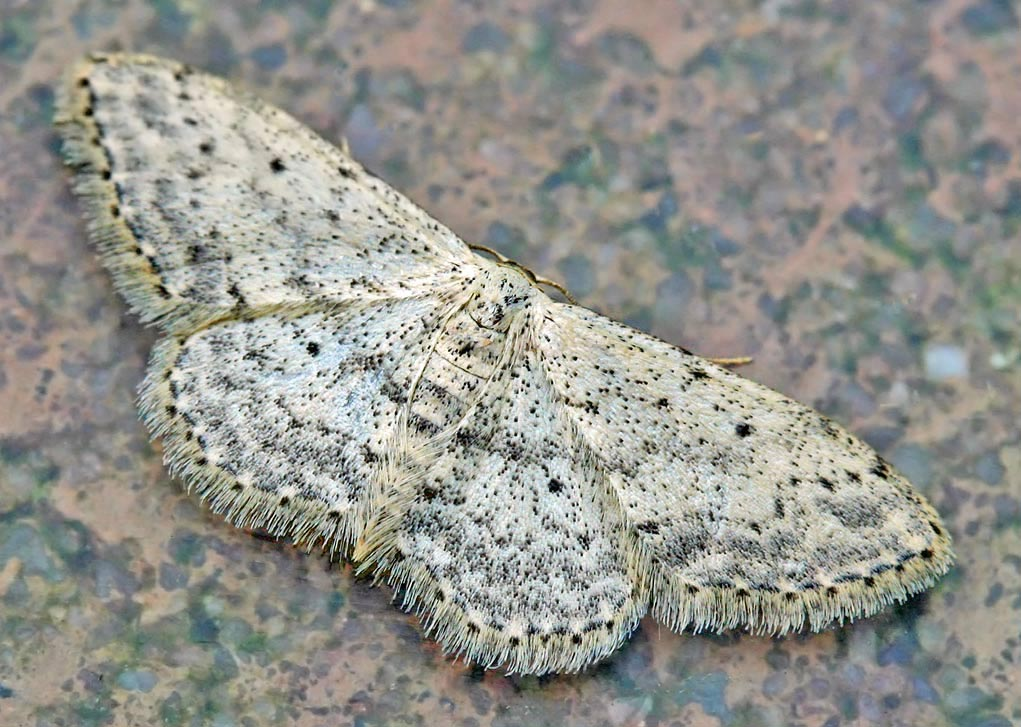
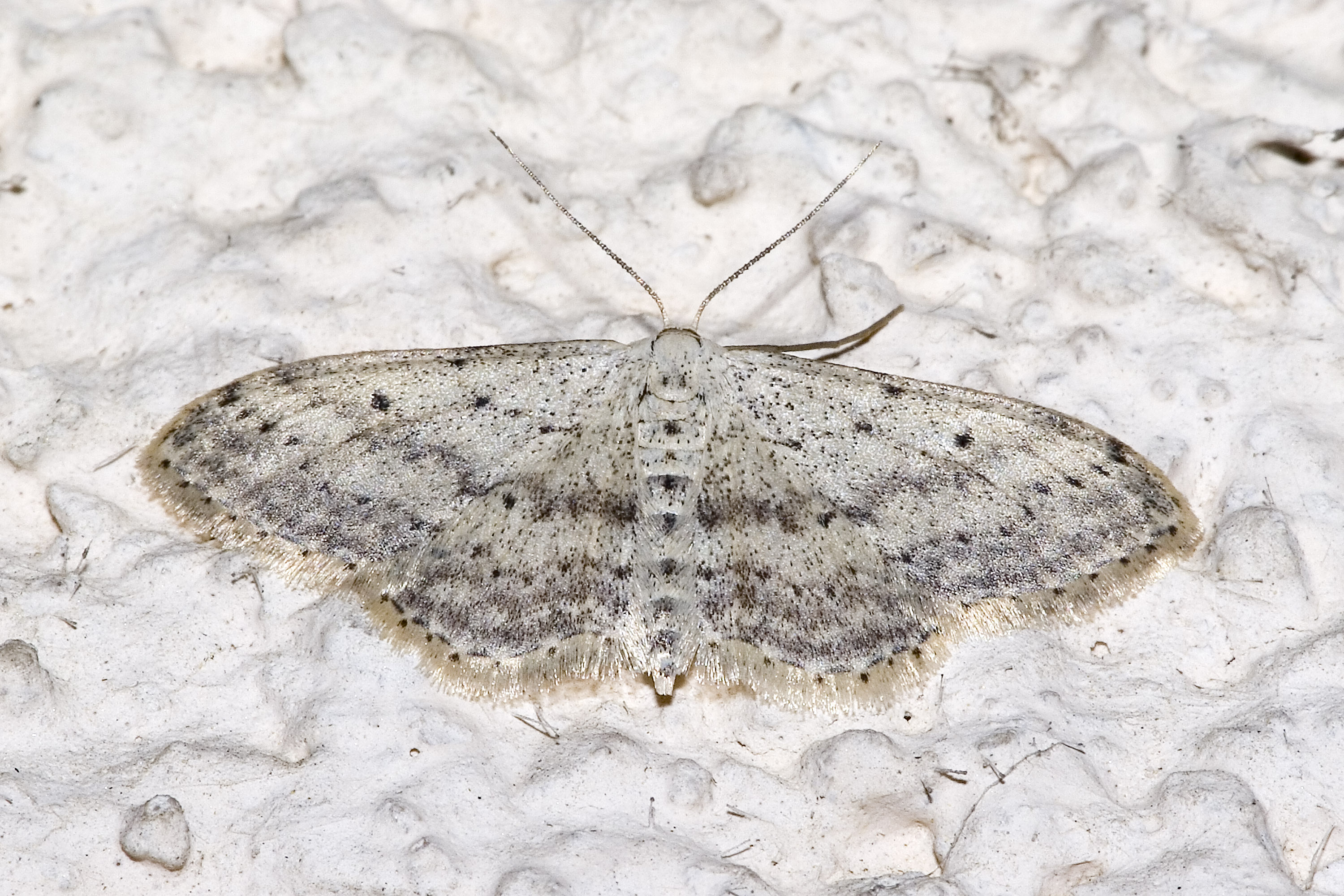